# Quatuor à cordes no 8 de Dvořák
Pour les articles homonymes, voir Quatuor à cordes no 8.
Le Quatuor à cordes no 8 en mi majeur opus 80 B.57 est un quatuor d'Antonín Dvořák. Il a été composé entre le 20 janvier et le 4 février 1876 à Prague. Il a été créé le 29 décembre 1890 à Berlin par le Quatuor Joachim, composé de Joachim, Hegemeister, Wirth et Diepert. Il a été imprimé d'abord en 1880 par Fritz Simrock à Berlin, avec le numéro d'opus 80, malgré les protestations de Dvořák. En effet l'œuvre, originellement marquée sous le numéro d'opus 27, a été écrite peu de temps après avoir fini le trio avec piano en sol mineur (opus 26), et avant d'avoir commencé les esquisses du Stabat Mater.

## Analyse de l'œuvre
1. Allegro
2. Andante con moto, en la mineur
3. Allegretto scherzando, en ut-dièse mineur, à 3/4
4. Allegro con brio (Finale), à 4/4, commence en ut-dièse mineur, pour revenir à mi majeur

- Durée d'exécution: 28 minutes.

La récente perte de second fils de Dvořák se fait sentir dans cette œuvre. Le quatuor, de même que le Stabat Mater et le trio avec piano, est triste et nostalgique. Bien qu'officiellement écrit en majeur, ses thèmes sont souvent présentés dans des tonalités mineures.